# 再臨
再臨（さいりん）とは、キリスト教神学で用いられる用語。復活し、天に昇ったとされるイエス・キリストが世界の終わりの日に、キリスト教徒を天へ導き入れるため、また、世界を義をもってさばくために、再び地上に降りてくることである（『ヨハネの黙示録』を参照のこと）。

## 世の終わりのしるし
キリストは十字架につけられる少し前に、オリーブ山で弟子たちに説教し、その質問に答えて「世の終わり」のしるしがどのようなものとなるかを語った（マタイによる福音書24:～25:）。それによると、世の終わりをあらわすしるしは、以下のような現象とされる。
- 多くの偽キリストの出現
- 戦争や戦争の噂
- 民族や国どうしの対立
- 飢饉の発生
- 天変地異(地震などの天災)
- 迫害
- 背教・躓き
- 偽預言者・宗教的混乱
- 不法がはびこる・愛が冷える
- 預言者ダニエルによって言われた荒らす憎むべき者が、聖なる場所に立つ
- 世界宣教の拡大
- 戦争や戦争の噂、天変地異といった項目では先に産みの苦しみをもたらすものであると解説されている

## 再臨の概略
過去において、異端の集団、過激な人々、熱狂的な信仰者が再臨の時を予測し、社会的な混乱を巻き起こした時があったが、キリストのことばによると、再臨の時は父なる神のみが知る事項で、子なる神であるキリストも御使い（天使）も知るところではない（マタイ24:36）。それゆえ、再臨が近いことは前述のしるしに鑑みて確かではあるが、その時を予言・予測することはできない、また、してはならないとされている。「人の子（キリスト）は思いがけない時に来るのですから」（マタイ24:44）。
またその様態は、人々が認知できる様態でキリストは再び来ると聖書では述べられている。「あなたがたが見たときと同じ有様で、またおいでになります」（使徒行伝1:11）。

## キリスト教の信仰
キリスト教会には再臨について信仰が存在する。それは、主イエス・キリストが再臨し、世を裁き、神の国を確立するという信仰である（救い主の預言の成就）。キリスト教会の信条であるニカイア・コンスタンティノポリス信条は、「主は、生者と死者を裁くために栄光のうちに再び来られます。その国は終わることがありません。」「光栄を顕して生ける者と死せし者とを審判する為に還た来り、その国、終りなからんを」と告白する。また西方の使徒信条は「主はかしこより来たりて、生ける者と死ねる者を裁きたまわん」と告白する。使徒パウロは、第一コリントの15:23でこれを教えている。ローマ・カトリック、ルーテル派、聖公会、メソジストの典礼は、信仰の神秘を宣言する。「キリストは死なれた。キリストはよみがえられた。キリストは再臨される。」

## 各教派の解釈
多くのキリスト教の宗派は、このキリストの再臨は、あらゆる国の人々の神による最終的かつ永遠の裁きであると考えている。この概念は、すべての正典の福音書、特にマタイの福音書に見られる。

### 西方教会

#### カトリック教会
キリストが世の終わりに最後の審判を行うために再臨するということは、ローマ・カトリック教会の伝統的な見解である。その時は、神のみが知っている。再臨は神の完全な統治と、神の国の完成をもたらす。キリストの再臨における最後の審判では、「正しい者」と「正しくない者」に「至福の命」か「永遠の罰」かの判決が宣告される。

#### プロテスタント

##### 福音派
福音派の諸教会・教派では大体、再臨の結果として、現在の自然、社会などあらゆる秩序が壊滅的な影響を受け（ペトロの手紙二3:10）、創造主である神によって新しい秩序が世界に導入される、という聖書の記述をそのまま信じている。「新しい天、新しい地」（黙示録21:1）はその新しい秩序の表現であるとする。

#### セブンスデー・アドベンチスト教会
キリストの再臨は、祝福に満ちた教会の望みであり、福音の壮大な頂点である。救い主は、文字通り、からだをもって世界中の人々に目に見える姿で来臨される。キリストが来臨されるとき、死んでいる義人はよみがえらされ、生きている義人とともに栄化され、天に上げられる。しかし不義なものたちは死ぬ。預言がほぼ完全に成就してきたことは、現在の世界の状況とあいまってキリストの来臨が切迫していることを示している。この出来事がいつ起こるかは明らかにされていない。それゆえわれわれは常に用意をしているように勧められている。

### 東方教会

#### 正教会
再臨は「稲妻の閃光」のような突然の出来事であるというのは、初期の教会から保たれている正教会の伝統的な見解である。イエスは地球上で宣教や説教に時間を費やすことなく、人類を裁くために来るという一般的な見解を持っている。また、反キリストの宣教が再臨の直前に行われることを認めている
正教会は、火の川の再臨と偽の連合に対する元の教会の立場を説明し、キリストは地球上で千年間支配すると主張する人々は「キリストではなく反キリストを待っている。」と述べている。イエスがこの地上に王として帰るという考えは、教会にとって異端の概念であり、「メシアを地上の王にしたかったユダヤ人の期待」と同等である。

## 各宗派の解釈

### 自由主義神学
自由主義神学の終末論の特徴として、進歩史観、未来的な再臨の否定、万人救済主義がある。社会的福音は進化論の影響を受け、科学技術によってユートピアが実現するとする。アルブレヒト・リッチュルは、特別な人間イエスのように、人間も進化できると主張した。またリッチェルは社会は進化によって前進するとした。C・H・ドッドは、終末が未来に起こることではなく、すでに実現したとする。ルドルフ・ブルトマンは終末が実存的な出来事であるとし、未来に起こるとは考えない。ユルゲン・モルトマンは、永遠の刑罰を否定し、終末においてすべての人間が救われるとする新普遍救済主義を唱える。